# Сто солдат и две девушки
«Сто солдат и две девушки» — советский художественный фильм 1989 года режиссёра Сергея Микаэляна

## Сюжет
Великая Отечественная война. Героиня фильма — Аля Буланина, одна из двух девушек-санинструкторов в роте солдат на участке фронта подо Ржевом.
Фильм снят по воспоминаниям — режиссёр и сценарист Сергей Микаэлян родился в 1923 году, участвовал в Великой Отечественной войне, был ранен — как раз подо Ржевом. По его словам, он специально искал «вылитые копии тех, кто окружал меня тогда, в далеком сорок втором», роли в фильме играют в основном непрофессиональные актёры, активно задействованы солдаты Ленинградского военного округа. Появление этого фильма Микаэлян объяснял так:.

Мне, чудом уцелевшему в мясорубке под Ржевом, давно хотелось рассказать о войне, увиденной глазами солдата. Из окопа. Рассказать когда-то заклейменную «окопную правду»

## В ролях
- Майя Мелдере — Аля Буланина
- Александр Тимошкин — Николай Угольков
- Александр Сайко — Александр Александрович Стародубцев
- Николай Устинов — Виктор Платонович Голуб, комбат
- Алексей Ясулович — Ипатов, москвич
- Владимир Поляков — Одинец, солдат
- Владимир Яворский — Крупа, солдат

В эпизодах
- Г. Килибаев — Журубаев, солдат
- Б. Ибрагимов — Мугалиев, солдат
- Г. Оганесян — Заназанян, солдат
- А. Шубин — Веретёха, солдат
- С. Баранов — Панько, солдат
- С. Петров — Харахоров, солдат
- В. Иваровский — ефрейтор Рябоштан
- В. Парчуков — прапорщик Степулькин
- Б. Шилов — прапорщик
- В. Осипов — Никольский, студент-ленинградец
- В. Коновод — сварщик
- Л. Паутина — Тася
- А. Докучаев — сторож
- Б. Яцишин — лейтенант Щербаков
- Б. Мягтин — рядовой Цекуненко

## Критика
Работа маститого режиссёра, профессионала высокого класса С. Микаэляна, он же — автор сценария. Даже не прочитав редакторской аннотации, я поняла: перед нами — записные книжки участника минувшей войны, личный опыт, опыт трагический, но с комическими обертонами и с едва уловимым сдвигом в сторону условности. Постановка, операторская работа — все добротно, профессионально. Если бы не было так скучно… Стилизованная война, игра в войну, реминисценции по поводу войны…— Елена Стишова — Кинематограф на грани нервного срыва // Советский экран, № 1, 1990 год
Отмечается, что фильм режиссёра-фронтовика, участника Ржевской битвы, которой и посвящён фильм, без прикрас показывает солдатский быт, и историк Игорь Карев включил фильм в десяток отечественных фильмов достоверно показывающих войну.